# Cambridge University A.F.C.
Cambridge University Association Football Club er en engelsk fodboldklub, der repræsenterer University of Cambridge. Der er tvivl om, hvornår klubben officielt blev oprettet, men universitetet daterer i sine officielle publikationer klubbens grundlæggelse til 1856 eller 1857. Klubben deltog i FA Cup'en i perioden 1871-79 med semifinalepladsen i sæsonen 1876-77 som bedste resultat.

## Historie

### Oprettelse
I officielle publikationer fra universitetet hævdes det, at klubben blev dannet i 1856 eller 1857.
Forskellige varianter af fodbold var blevet spillet i århundreder, og indtil midten af 1800-tallet eksisterede den nuværende form for fodbold ikke endnu. Forskellige fodboldlignende spil blev udøvet på mange engelske privatskoler, og spillene blev normalt blot omtalt som "fodbold". Når spillerne fortsatte på universitetet, ville de gerne fortsætte med at spille fodbold, men det gav problemer på grund af de mange forskellige regelsæt, der blev anvendt på skolerne, hvor de studerende kom fra.
Især Eton, Harrow og Winchester udviklede varianter af fodbold, der involverede en tilnærmelsesvis kuglerund bold, der blev sparket langs jorden (Weir, 2004). Og i 1846 sammensatte H.C. Malden fra Trinity College disse og andre skolers regler til ét samlet regelsæt, Cambridge-reglerne, og hængte det op på træer rundt omkring i Parker's Piece. Debatten om reglerne fortsatte imidlertid, og i 1856 blev Cambridge-reglerne revideret. Nogle kilder (se Harvey) angiver dette som dannelsen af klubben. Dette baserer sig på Shrewsbury Schools kopi af Cambridge-reglerne med titlen The Laws of the University Foot Ball Club fra 1856.
Men klubbens historie går formentlig længere tilbage i tiden. F.eks. anfører Harvey, at "Salopians formed a club of their own in the late 1830s/early 1840s but that was presumably absorbed by the Cambridge University Football Club that they were so influential in creating in 1846." Charles Astor Bristed bekræfter i hvert fald, at der i Cambridge blev spillet fodbold mellem klubber fra forskellige colleges og houses i begyndelsen af 1840'erne. På lignende vis viser andre kilder, at en person ved navn Arthur Pell etablerede en fodboldklub i Cambridge i 1839, og det er måske oprindelsen til Cambridge University AFC.
Colin Weir påstår i sin udgave af CUAFC's historie, at "it would be hard to exaggerate the influence that the University footballers of Cambridge have had on the game in England and subsequently all over the world". Dette henviser til, at Cambridge-reglerne var udgangspunktet for The Football Associations regler i oktober 1863, det første officielle regelsæt for fodbold udgivet af sportens styrende organ.
Cambridge-alumner dannede mange af de tidligste fodboldklubber, såsom Hallam FC og Forest Club.

## Landsholdsspillere
24 Cambridge-spillere opnåede landskampe for Englands fodboldlandshold, og spillerne er anført nedenfor med antallet af landskampe mens de spillede for Cambridge University i parentes.
- John Brockbank (1)
- Cuthbert Burnup (1)
- Lindsay Bury (1)
- William Cobbold (6)
- Norman Cooper (1)
- George Cotterill (1)
- Percy de Paravicini (3)
- Arthur Dunn (2)
- Leslie Gay (1)
- Stanley S. Harris (1)
- Arthur Henfrey (1)
- Beaumont Jarrett (3)
- Tinsley Lindley (9)
- Vaughan Lodge (3)
- Alfred Lyttelton (1)
- Edward Lyttelton (1)
- Reginald Macaulay (1)
- Francis Pawson (1)
- Thelwell Pike (1)
- John Frederick Peel Rawlinson (1)
- Benjamin Spilsbury (3)
- Ralph Squire (3)
- Arthur Walters (5)
- Gordon Wright (1)